# Adrapsa subapicalis
Adrapsa subapicalis là một loài bướm đêm trong họ Noctuidae.